# Эрколани, Луиджи
Луиджи Эрколани (итал. Luigi Ercolani; 17 октября 1758, Фолиньо, Папская область — 10 декабря 1825, Рим, Папская область) — итальянский куриальный кардинал. Генеральный казначей Апостольской Палаты с 13 мая 1814 по 22 июля 1816. Префект экономии Священной Конгрегации Пропаганды Веры с 10 октября 1819 по 10 декабря 1825. Кардинал in pectore с 8 марта по 22 июля 1816. Кардинал-дьякон с 22 июля 1816, с титулярной диаконией Сан-Марко in commendam с 23 сентября 1816 по 14 апреля 1817. Кардинал-священник с титулом церкви Сан-Марко с 14 апреля 1817 по 10 декабря 1825.